# Programmations de Rock Werchter des années 2010
Pour des articles plus généraux, voir Rock Werchter et Programmations de Rock Werchter.
Cet article présente les programmations des années 2010 du festival belge de musique Rock Werchter.

## Années 2010

### 2010

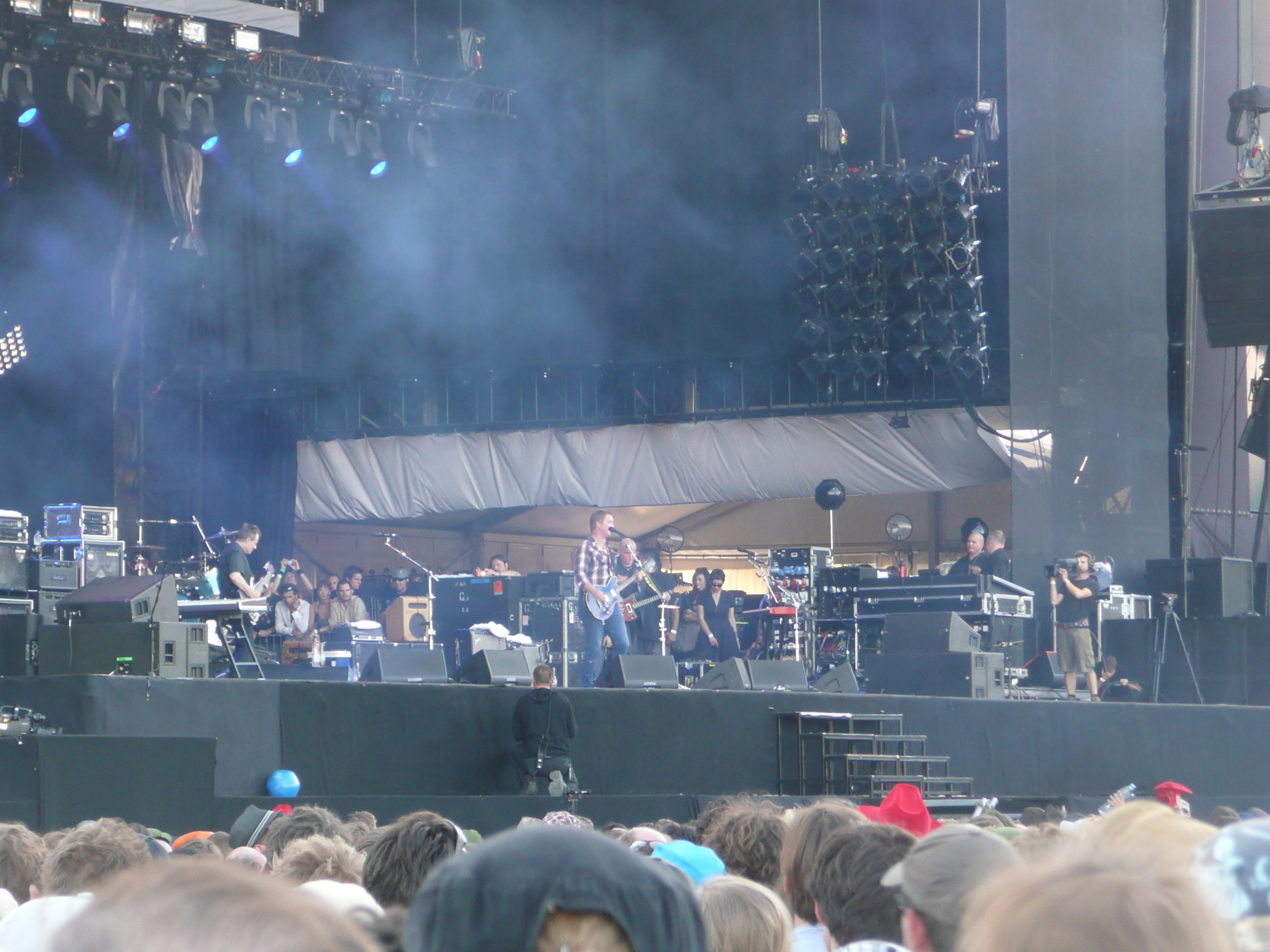
Them Crooked Vultures, Rock Werchter 2010

L'édition a lieu  du 1er juillet au 4 juillet.

#### Jeudi1erjuillet
- Main Stage : Muse, Faithless, Phoenix, Skunk Anansie, Stereophonics, De Jeugd van Tegenwoordig
- Pyramid Marquee : La Roux, Crookers, The xx, Midlake, The Bloody Beetroots Deathcrew77, Kyteman's Hiphop Orchestra

#### Vendredi 2 juillet
- Main Stage : Green Day, Editors, Thirty Seconds to Mars, Rise Against, Paramore, Coheed and Cambria, Customs
- Pyramid Marquee : LCD Soundsystem, Jack Johnson, The Specials, The Gaslight Anthem, Corinne Bailey Rae, The Morning Benders, Balthazar

#### Samedi 3 juillet
- Main Stage : Rammstein, Pink, Gossip, The Ting Tings, Channel Zero, Das Pop, Taylor Hawkins & The Coattail Riders
- Pyramid Marquee : Florence and the Machine, Booka Shade, Empire of the Sun, Porcupine Tree, Yeasayer, The Temper Trap, Delphic

#### Dimanche 4 juillet
- Main Stage : Pearl Jam, Arcade Fire, Them Crooked Vultures, Vampire Weekend, Alice In Chains, Wolfmother (annulé; remplacé par the Black Keys), The Van Jets
- Pyramid Marquee : Vitalic, The Black Box Revelation, The Black Keys (remplace Wolfmother sur la Main Stage; remplacé par Shameboy), Absynthe Minded, Dirty Projectors, Gomez, Sweet Coffee

### 2011
L'édition a lieu du 30 juin au 3 juillet.

#### Jeudi 30 juin
- Main Stage : The Chemical Brothers, Linkin Park, Queens of the Stone Age, Anouk, The Hives, Seasick Steve, OFWGKTA
- Pyramid Marquee : Hurts, Beady Eye, Eels, James Blake, Aloe Blacc, TV On The Radio, Warpaint

#### Vendredi1erjuillet
- Main Stage : Arsenal, Kings of Leon, Arctic Monkeys, The National, White Lies, Triggerfinger, My Chemical Romance, Mona
- Pyramid Marquee : The Subs, Goose, Chase & Status, Ozark Henry, Jimmy Eat World, Ke$ha, Lissie, Grouplove

#### Samedi 2 juillet
- Main Stage Coldplay, Portishead, PJ Harvey, Elbow, Bruno Mars, The Gaslight Anthem, Rival Sons
- Pyramid Marquee : Underworld, Magnetic Man, Selah Sue, Bright Eyes, I Blame Coco, Jenny and Johnny, The Pretty Reckless, Evaline

#### Dimanche 3 juillet
- Main Stage : The Black Eyed Peas, A-Trak, Iron Maiden, Grinderman, Kaiser Chiefs, Kasabian, Social Distortion, All Time Low
- Pyramid Marquee : Digitalism, Robyn, Fleet Foxes, Brandon Flowers, Two Door Cinema Club, Tame Impala, The Vaccines, Everything Everything

### 2012
L'édition a lieu du 28 juin au 1er juillet.
| Main Stage               | Pyramide Marquee     | The Barn            |
| ------------------------ | -------------------- | ------------------- |
| The All-American Rejects | Azealia Banks        | Metric              |
| Within Temptation        | Amon Tobin           | Bombay Bicycle Club |
| Rise Against             | Cypress Hill         | The Maccabees       |
| Blink-182                | Netsky live          | Garbage             |
| Elbow                    | Skream ft. Sgt Pokes | Selah Sue           |
| The Cure                 | Skrillex             | The Kooks           |
| Justice                  | Skrillex             | The Kooks           |

| Main Stage  | Pyramide Marquee             | The Barn        |
| ----------- | ---------------------------- | --------------- |
| X           | Eastern Conference Champions | School is Cool  |
| Mastodon    | Perfume Genius               | Miles Kane      |
| Wiz Khalifa | Kreayshawn                   | Katzenjammer    |
| Gossip      | Azari & III                  | The Temper Trap |
| Jack White  | DJ Fresh presents Fresh/live | Lana Del Rey    |
| dEUS        | Katy B                       | Bat for Lashes  |
| Pearl Jam   | Birdy Nam Nam                | Beirut          |
| Deadmau5    | Birdy Nam Nam                | Beirut          |

| Main Stage               | Pyramide Marquee       | The Barn           |
| ------------------------ | ---------------------- | ------------------ |
| 't Hof van Commerce      | James Vincent McMorrow | Michael Kiwanuka   |
| The Black Box Revelation | Alabama Shakes         | Noah and The Whale |
| Wolfmother               | Nneka                  | Simple Minds       |
| Kasabian                 | M83                    | My Morning Jacket  |
| Mumford & Sons           | Ben Howard             | Agnes Obel         |
| The xx                   | Regina Spektor         | Incubus            |
| Editors                  | Paul Kalkbrenner       | Incubus            |
| Chase & Status           | Nneka                  | Incubus            |

| Main Stage                         | Pyramide Marquee | The Barn       |
| ---------------------------------- | ---------------- | -------------- |
| The Hickey Underworld              | Other Lives      | Isbells (nl)   |
| The Vaccines                       | Kitty            | Anna Calvi     |
| Dropkick Murphys                   | Daisy and Lewis  | M. Ward        |
| Noel Gallagher's High Flying Birds | Die Antwoord     | Ed Sheeran     |
| Florence and the Machine           | Mac Miller       | James Morrison |
| Snow Patrol                        | Knife Party      | Milow          |
| Red Hot Chili Peppers              | Steve Aoki       | Milow          |

### 2013
L'édition a lieu du 4 juillet au 7 juillet.

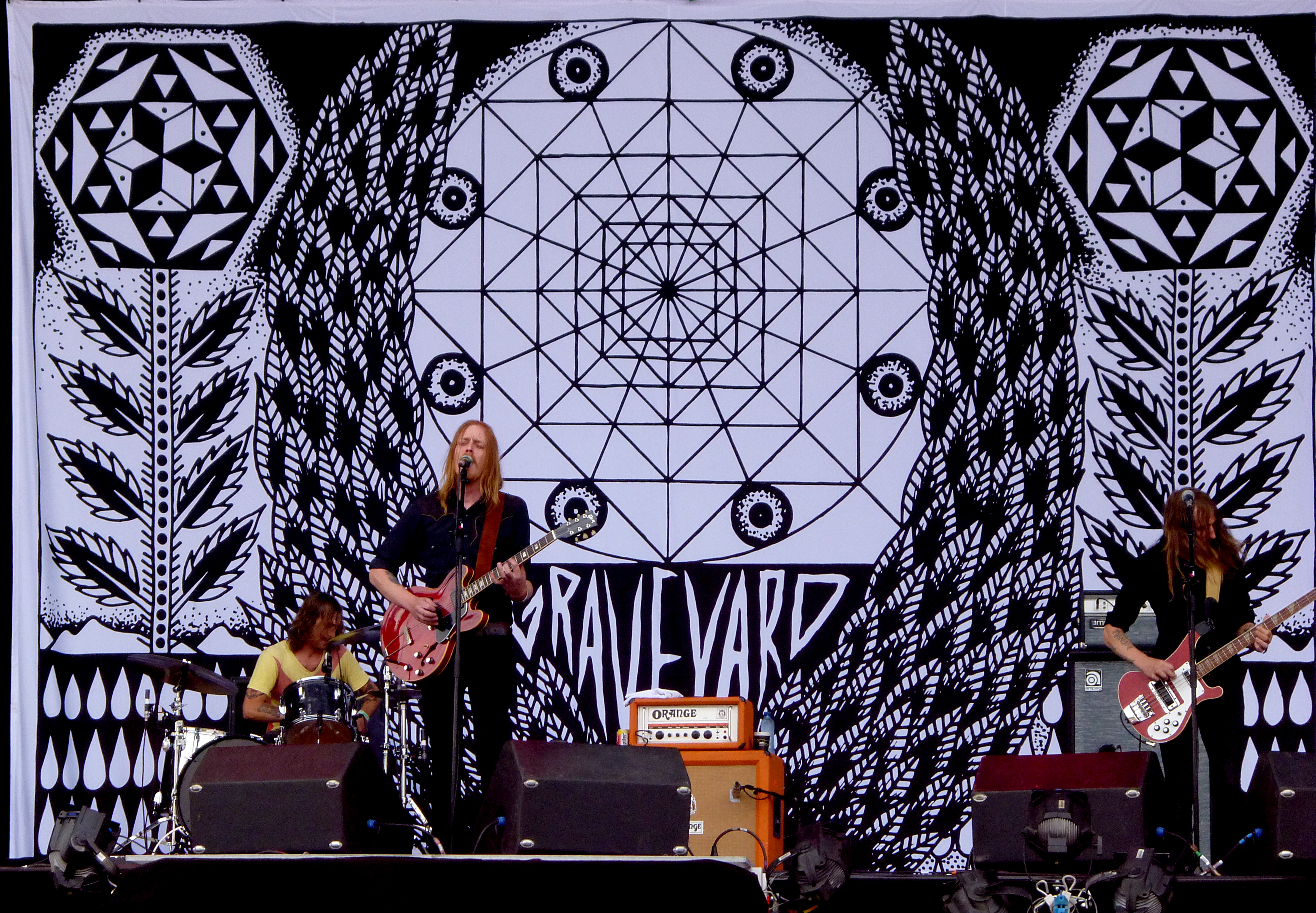
Graveyard, Rock Werchter, 2013

| Main Stage                  | KluB C               | The Barn         |
| --------------------------- | -------------------- | ---------------- |
| Green Day                   | The Bloody Beetroots | Sigur Rós        |
| The National                | Jessie Ware          | Bloc Party       |
| Netsky                      | Jamie Lidell         | Biffy Clyro      |
| Black Rebel Motorcycle Club | Laura Mvula          | Balthazar        |
| Vampire Weekend             | Dizzee Rascal        | Palma Violets    |
| Airbourne                   | FIDLAR               | The Black Angels |
| All Time Low                | Vintage Trouble      | The Black Angels |

| Main Stage           | KluB C                                  | The Barn        |
| -------------------- | --------------------------------------- | --------------- |
| Blur                 | C2C                                     | Richard Hawley  |
| Kings of Leon        | Vitalic VTLZR                           | Ben Howard      |
| Phoenix              | Boys Noize                              | John Legend     |
| The Script           | Charles Bradley and his Extraordinaires | The Lumineers   |
| The Hives            | Major Lazer                             | Lianne La Havas |
| Two Door Cinema Club | Angel Haze                              | Gary Clark Jr.  |
| The Bots             | Ke$ha                                   | Gary Clark Jr.  |

| Main Stage                  | KluB C        | The Barn          |
| --------------------------- | ------------- | ----------------- |
| Rammstein                   | James Blake   | Frank Ocean       |
| Nick Cave and the Bad Seeds | Azealia Banks | Django Django     |
| Volbeat                     | Disclosure    | Tame Impala       |
| Graveyard                   | Rudimental    | Jonathan Jeremiah |
| Modest Mouse                | Goose         | Trash Talk        |
| Stereophonics               | SX (en)       | Odd Future        |
| Kendrick Lamar              | SX (en)       | Earl Sweatshirt   |

| Main Stage             | KluB C                    | The Barn            |
| ---------------------- | ------------------------- | ------------------- |
| Editors                | Jake Bugg                 | Of Monsters and Men |
| Depeche Mode           | Asaf Avidan               | Alt-J (∆)           |
| Thirty Seconds to Mars | Bastille                  | Matthew E. White    |
| Band Of Horses         | Tom Odell                 | The Gaslight Anthem |
| Gogol Bordello         | Youth Lagoon              | Modestep            |
| A Day to Remember      | Passenger                 | Haim                |
| Twin Forks (en)        | Dimitri Vegas & Like Mike | Haim                |

### 2014
L'édition a lieu du 3 juillet au 6 juillet.
| Main Stage       | KluB C                   | The Barn                                      |
| ---------------- | ------------------------ | --------------------------------------------- |
| Radkey (en)      | Daptone Super Soul Revue | The Wombats                                   |
| Dropkick Murphys | Valerie June             | Bombay Bicycle Club                           |
| Miles Kane       | London Grammar           | Milow                                         |
| White Lies       | Damon Albarn             | Robert Plant & The Sensational Space Shifters |
| Placebo          | Gesaffelstein            | Warpaint                                      |
| Metallica        | The Opposites            | Arsenal                                       |
| Skrillex         | The Opposites            | Arsenal                                       |

| Main Stage         | KluB C              | The Barn             |
| ------------------ | ------------------- | -------------------- |
| The 1975           | Coely               | The Strypes          |
| Puggy              | George Ezra         | Sam Smith            |
| Rodrigo y Gabriela | Trixie Whitley      | The Naked and Famous |
| Ellie Goulding     | Parov Stelar & Band | Foster the People    |
| Paolo Nutini       | Crystal Fighters    | Eels                 |
| Arctic Monkeys     | Katy B              | Jack Johnson         |
| Major Lazer        | The Subs (en)       | Jack Johnson         |

| Main Stage              | KluB C            | The Barn        |
| ----------------------- | ----------------- | --------------- |
| The Temperance Movement | Altrego           | Jonny Lang      |
| Kodaline                | Twenty One Pilots | Midlake         |
| Haim                    | Tune-Yards        | Ozark Henry     |
| Biffy Clyro             | Mélanie De Biasio | Imagine Dragons |
| Triggerfinger           | SBTRKT            | Agnes Obel      |
| The Black Keys          | Trentemøller      | Pixies          |
| Pearl Jam               | Moderat           | Pixies          |

| Main Stage      | KluB C              | The Barn         |
| --------------- | ------------------- | ---------------- |
| Reignwolf       | Kuroma              | Oscar & The Wolf |
| Babyshambles    | Parquet Courts      | Royal Blood      |
| Rudimental      | Angus & Julia Stone | Metronomy        |
| Bastille        | Passenger           | Birdy            |
| Franz Ferdinand | Foals               | Lykke Li         |
| Kings of Leon   | MGMT                | Chase & Status   |
| Stromae         | Interpol            | Chase & Status   |

### 2015
Le festival est déplacé à fin juin.

#### Jeudi 25 juin
Faith No More, Caribou, Florence and the Machine, Jungle, Oscar and The Wolf, Rise Against, The Chemical Brothers (À l'origine, les Foo'Fighters, remplacés par Faith No More, devaient être la tête d'affiche, mais à la suite de la blessure du leader Dave Grohl, qui s'est cassé la jambe droite lors d'un show en Suède le vendredi 12 juin, leur tournée est annulée, dont le show prévu à Werchter le 25 juin).

#### Vendredi 26 juin
alt-J, Balthazar, Ben Howard (annulé), Damian "Jr. Gong" Marley, Death Cab For Cutie, Pharrell Williams, Róisín Murphy, Mumford and Sons

#### Samedi 27 juin
Angus and Julia Stone, Damien Rice, Hozier, Lenny Kravitz, Noel Gallagher's High Flying Birds, Royal Blood, The War On Drugs, The Prodigy (Sam Smith a été annulé).

#### Dimanche 28 juin
Ben Harper and the Innocent Criminals, Kasabian, Muse, The Script

### 2016
L'édition a lieu du 30 juin au 3 juillet.

#### Jeudi 30 juin
Paul McCartney, Ellie Goulding, Kaiser Chiefs, Jake Bugg, New Order, James Blake, Disclosure, Gutterdämmerung, Guy Carvey, Nathaniel Rateliff & The Night Sweats, Sigma Live, Years & Years, Flume, Walk Off The Earth, The London Souls

#### Vendredi1erjuillet
Rammstein, The Offspring, Bring Me the Horizon, At the Drive-In, The Black Box Revelation, Gary Clark, Jr., Parov Stelar, Daughter, The 1975, Robert Plant and The Sensational Space Shifters, Barns Courtney, Jagwar Ma, Oh Wonder, Richard Hawley, Trixie Whitley, The Van Jets (en), Blackberry Smoke

#### Samedi 2 juillet
Red Hot Chili Peppers, Editors, Tame Impala, Paul Kalkbrenner, Band of Horses, PJ Harvey, Two Door Cinema Club, Lost Frequencies, Frightened Rabbit, Beirut , BadBadNotGood, Courtney Barnett, Glen Hansard, Savages , Kensington

#### Dimanche 3 juillet
Florence and the Machine, Iggy Pop, Jamie xx, Macklemore et Ryan Lewis, MØ, The Last Shadow Puppets, James Bay, Bazart, Bear's Den, Låpsley, Skunk Anansie, Unknown Mortal Orchestra, Beck, SX (en), Foals, Lianne La Havas, Elle King, Alice on the Roof

### 2017
L'édition a lieu du 29 juin au 2 juillet.
| Jeudi 29 juin     | Jeudi 29 juin        | Vendredi 30 juin   | Vendredi 30 juin                       | Samedi 1 juillet | Samedi 1 juillet                | Dimanche 2 juillet | Dimanche 2 juillet   |
| ----------------- | -------------------- | ------------------ | -------------------------------------- | ---------------- | ------------------------------- | ------------------ | -------------------- |
| Kings of Leon     | Savages              | Radiohead          | Kaleo                                  | Linkin Park      | Seasick Steve                   | Foo Fighters       | Tourist LeMC         |
| Arcade Fire       | Xavier Rudd          | James Blake        | Nathaniel Rateliff & The Nights Sweats | System of a Down | Blues Pills                     | Alt-J              | Warpaint             |
| The Chainsmokers  | Cigarettes After Sex | Oscar and the Wolf | The Pretenders                         | Blink-182        | Charli XCX                      | Soulwax            | Benjamin Clementine  |
| Imagine Dragons   | Declan McKenna       | Royal Blood        | Warhaus                                | Above and Beyond | Frank Carter & The Rattlesnakes | The Avalanches     | Cage the Elephant    |
| Lorde             | Tout va Bien         | White Lies         | Charlotte de Witte                     | Bonobo           | J. Bernardt                     | Dropkick Murphys   | Fatima Yamaha        |
| Prophets of Rage  | Wharola              | Bazart             | Coely                                  | Crystal Fighters | Machine Gun Kelly               | G-Eazy             | Karen Elson          |
| Agnes Obel        | Whitney (en)         | Birdy              | Lany                                   | Jimmy Eat World  | Sohn                            | The Kills          | No Name              |
| Beth Ditto        | Het Zesde Metaal     | Dua Lipa           | Maggie Rogers                          | Kodaline         | Tash Sultana                    | The Lumineers      | Nothing But Thieves  |
| Mark Lanegan band | Het Zesde Metaal     | Future Islands     | Tamino                                 | Milky Chance     | Toothless                       | Rae Sremmurd       | Thurston Moore Group |
| Mura Masa         | Het Zesde Metaal     | Jain               | Vuurwerk                               | Passenger        | Toothless                       | Rag'n'Bone Man     | Thurston Moore Group |

### 2018
L'édition a lieu du 5 juillet au 8 juillet.
| Date               | Main Stage | KluB C                                                                                 | The Barn |
| ------------------ | --- | -------------------------------------------------------------------------------------- | --- |
| Jour 1 : 5 juillet | - Gorillaz - Queens of the Stone Age - The Script - Alice in Chains - The Vaccines - Rae Sremmurd - Rival Sons        | - Triggerfinger - Craig David - Vince Staples - Anne-Marie - Little Simz - Kali Uchis  | - Marshmello - James Bay - At the Drive-In - Black Rebel Motorcycle Club - Steven Wilson - Gang of Youths          |
| Jour 2 : 6 juillet | - The Killers - London Grammar - Snow Patrol - Russ - The Kooks - Air Traffic - Courteeners                           | - Arsenal - Franz Ferdinand - Chvrches - Curtis Harding - Walking on Cars - Tom Walker | - Anderson .Paak & The Free Nationals - Ben Howard - Angus & Julia Stone - First Aid Kit - IAMDDB - Dermot Kennedy |
| Jour 3 : 7 juillet | - Pearl Jam - Jack White - Jack Johnson - Stone Sour - Stereophonics - The Last Internationale - The Struts           | - blackwave. - Petit Biscuit - Jorja Smith - STIKSTOF - JP Cooper - Susanne Sundfør    | - Khalid - Fleet Foxes - MGMT - The Breeders - Millionaire - Angèle                                                |
| Jour 4 : 8 juillet | - Arctic Monkeys - Nick Cave and the Bad Seeds - Noel Gallagher's High Flying Birds - Eels - Kaleo - Novastar - PVRIS | - Fever Ray - Roméo Elvis X Le Motel - Rone - NAO - Sigrid - Naaz                      | - Parov Stelar - Nine Inch Nails - David Byrne - George Ezra - Post Malone - Albert Hammond Jr.                    |

### 2019
L'édition a lieu du 27 juin au 30 juin.
| Main Stage    | Main Stage      | The Slope     | The Slope           | KluB C        | KluB C               | The Barn      | The Barn         |
| ------------- | --------------- | ------------- | ------------------- | ------------- | -------------------- | ------------- | ---------------- |
| 17h25 - 18h05 | Bang Bang Romeo | 13h00 - 13h30 | Georgia             | 13h50 - 14h40 | Black Box Revelation | 13h00 - 13h50 | Zwangere Guy     |
| 18h35 - 19h30 | Vance Joy       | 14h05 - 14h45 | The Vintage Caravan | 15h30 - 16h15 | Maribou State        | 14h40 - 15h30 | Mogwai           |
| 20h20 - 21h50 | Bastille        | 15h20 - 16h00 | Geike               | 17h15 - 18h05 | Raleigh Ritchie      | 16h15 - 17h15 | Ólafur Arnalds   |
| 21h50 - 22h40 | Kidcutup        | 16h40 - 17h20 | Palace              | 19h05 - 20h05 | Charlotte Gainsbourg | 18h05 - 19h05 | Richard Ashcroft |
| 22h40 - 00h30 | P!NK            | 18h05 - 18h30 | Miss Angel          | 21h05 - 22h35 | Paul Kalkbrenner     | 20h05 - 21h05 | Brockhampton     |
| 22h40 - 00h30 | P!NK            | 19h30 - 20h15 | Deaf Havana         | 21h05 - 22h35 | Paul Kalkbrenner     | 22h35 - 23h50 | Elbow            |

| Main Stage    | Main Stage           | The Slope     | The Slope        | KluB C        | KluB C       | The Barn      | The Barn                  |
| ------------- | -------------------- | ------------- | ---------------- | ------------- | ------------ | ------------- | ------------------------- |
| 13h00 - 13h45 | Whispering Sons      | 13h45 - 14h20 | Sea Girls        | 13h50 - 14h40 | Denzel Curry | 13h00 - 13h50 | Masego                    |
| 14h25 - 15h25 | Nothing But Thieves  | 15h25 - 16h00 | Foxing           | 15h40 - 16h30 | Jessie Reyez | 14h40 - 15h40 | Kurt Vile & The Violators |
| 16h05 - 17h05 | The 1975             | 17h05 - 17h40 | Yonaka           | 17h30 - 18h30 | Khruangbin   | 16h30 - 17h30 | Jungle                    |
| 17h45 - 18h45 | Weezer               | 18h45 - 19h25 | SWMRS            | 19h30 - 20h30 | Tom Misch    | 18h30 - 19h30 | Janelle Monae             |
| 19h30 - 20h30 | Bring Me The Horizon | 20h30 - 21h25 | Our Last Night   | 21h30 - 22h45 | Snarky Puppy | 20h30 - 21h30 | Years & Years             |
| 21h30 - 23h45 | The Cure             | 23h45 - 00h25 | The Twilight Sad | 00h00 - 01h15 | Robyn        | 22h45 - 00h00 | Kylie                     |
| 00h30 - 02h00 | Tool                 | 23h45 - 00h25 | The Twilight Sad | 00h00 - 01h15 | Robyn        | 22h45 - 00h00 | Kylie                     |

| Main Stage    | Main Stage               | The Slope     | The Slope             | KluB C        | KluB C               | The Barn      | The Barn                        |
| ------------- | ------------------------ | ------------- | --------------------- | ------------- | -------------------- | ------------- | ------------------------------- |
| 13h00 - 13h45 | All Them Witches         | 13h45 - 14h15 | John J. Presley       | 13h40 - 14h15 | The Marcus King Band | 13h00 - 13h40 | Portland                        |
| 14h20 - 15h20 | Miles Kane               | 15h20 - 15h50 | The Murder Capital    | 15h15 - 16h00 | SYML                 | 14h15 - 15h15 | Strand Of Oaks                  |
| 15h55 - 16h55 | Beirut                   | 16h55 - 17h30 | Donny Benét           | 17h00 - 17h50 | King Princess        | 16h00 - 17h00 | Tourist LeMC                    |
| 17h35 - 18h35 | Bear's Den               | 18h35 - 19h15 | Alice Phoebe Lou      | 18h50 - 19h50 | Aurora               | 17h50 - 18h50 | Two Door Cinema Club            |
| 19h20 - 20h35 | Macklemore               | 20h35 - 21h20 | Barns Courtney        | 20h50 - 21h50 | Clean Bandit         | 19h50 - 20h50 | Angèle                          |
| 21h25 - 22h55 | Florence and the Machine | 22h55 - 23h40 | The Slow Readers Club | 23h15 - 00h15 | The Blaze            | 21h50 - 23h15 | The Good, the Bad and the Queen |
| 23h45 - 01h15 | Mumford & Sons           | 22h55 - 23h40 | The Slow Readers Club | 23h15 - 00h15 | The Blaze            | 21h50 - 23h15 | The Good, the Bad and the Queen |

| Main Stage    | Main Stage      | The Slope     | The Slope             | KluB C        | KluB C       | The Barn      | The Barn      |
| ------------- | --------------- | ------------- | --------------------- | ------------- | ------------ | ------------- | ------------- |
| 13h00 - 13h30 | Sports Team     | 13h30 - 13h55 | Didirri               | 13h40 - 14h15 | Grace Carter | 13h00 - 13h40 | Lizzo         |
| 14h00 - 14h40 | De Staat        | 14h40 - 15h05 | Black Honey           | 15h00 - 15h40 | Mahalia      | 14h15 - 15h00 | Lewis Capaldi |
| 15h10 - 16h00 | Yungblud        | 16h00 - 16h35 | Laurel                | 16h40 - 17h30 | Dean Lewis   | 15h40 - 16h40 | Tamino        |
| 16h40 - 17h40 | Parkway Drive   | 17h40 - 18h20 | Zeal & Ardor          | 18h30 - 19h30 | RY X         | 17h30 - 18h30 | Rosalia       |
| 18h25 - 19h25 | Balthazar       | 19h25 - 20h10 | Ibibio Sound Machine  | 20h30 - 21h30 | $uicideboy$  | 19h30 - 20h30 | Mac DeMarco   |
| 20h15 - 21h30 | Greta Van Fleet | 21h30 - 22h25 | Amyl and the Sniffers | 22h45 - 00h15 | Underworld   | 21h30 - 22h45 | New Order     |
| 22h30 - 01h00 | Muse            | 21h30 - 22h25 | Amyl and the Sniffers | 22h45 - 00h15 | Underworld   | 21h30 - 22h45 | New Order     |